# Семиградов, Дмитрий Николаевич
Дмитрий Николаевич Семиградов (1869—1932) — председатель Бессарабской губернской земской управы в 1906—1909 годах, член Государственного совета по выборам, камергер.

## Биография
Из потомственных дворян Бессарабской губернии. Сын действительного статского советника Николая Ивановича Семиградова и жены его Марии Дмитриевны (1842—1919). Крупный землевладелец (более 10000 десятин), домовладелец Кишинёва (двухэтажный каменный дом).
Среднее образование получил в Кишиневской 1-й гимназии, а высшее — в Новороссийском университете на юридическом факультете, где прослушал курс семи семестров и был отчислен по прошению.
Выйдя из университета в 1892 году, поселился в своем имении и посвятил себя сельскому хозяйству. В том же году поступил в канцелярию бессарабского губернского предводителя дворянства. В 1894—1899 годах был земским начальником 1-го участка Кишиневского уезда. В 1899 году был избран председателем Кишиневской уездной земской управы, в каковой должности пробыл до 1903 года. В 1903—1905 годах был земским начальником 3-го участка Кишиневского уезда. В 1905 году оставил службу и посвятил себя общественной деятельности. В 1906 году был избран председателем Бессарабской губернской земской управы, в каковой должности пробыл одно трехлетие.
В разные годы избирался гласным Кишиневского уездного и губернского земских собраний, гласным Кишиневской городской думы, почетным мировым судьей Кишиневского и Оргеевского уездов, депутатом дворянства по Кишиневскому уезду (1896—1902) и кандидатом кишиневского уездного предводителя дворянства. С 1912 года состоял в придворном звании камергера. Из наград имел ордена Св. Анны 3-й степени, Св. Станислава 2-й степени, Св. Анны 2-й степени и Св. Владимира 4-й степени.
20 сентября 1909 года избран членом Государственного совета от Бессарабского губернского земства на место умершего П. В. Дическула (в 1912 и 1915 годах — переизбран). Входил в правую группу. С 1913 года был членом Русского собрания.
После Октябрьской революции из имения Семиградова в селе Шишканы местные крестьяне увезли 500 лошадей, породистый скот и другое. 6 (19) марта 1918 года он участвовал в делегации крупнейших бессарабских землевладельцев, которая прибыла в Яссы и просила румынского короля Фердинанда устранить Сфатул Цэрий и установить в Бессарабии военную администрацию.
Умер в 1932 году. Был женат на Смарагде Дмитриевне Крупенской, разведён.